# こんなクイズがあってもいいじゃないか大賞
「こんなクイズがあってもいいじゃないか大賞」（こんなクイズがあってもいいじゃないかたいしょう）とは、テレビ朝日系列で1991年12月30日に放送された、クイズバラエティ特別番組である。正式タイトルは「史上最大オールスター146人総出演!こんなクイズがあってもいいじゃないか大賞」。
18:00の『ステーションEYE』は17時台へ繰り上げ、19:30の『いいな世界WA!』は休止。19:00の『クイズいたずら大王!』と20:00の『月曜ホームミステリー ダウンタウン探偵組』は既に終了。

## キャスト
- 総合司会：山田邦子・渡辺正行
- 審査委員長：藤村俊二
- 審査員：野際陽子、舛添要一、城戸真亜子、山本コータロー、布施博(ドラマ)、有森也実(ドラマ『ララバイ刑事』出演者代表)、森文弥(当時テレ朝編成局企画専任局長)
- ナレーション：広中雅志
  - 司会者、解答者等の出演者は、各々後述する。

## 概要
- 芸能人が、さまざまなクイズ番組のパイロット版を企画し、実際に放映して来春からの「レギュラー化」を審査する。
- しかしどれも、他番組のオマージュかパロディや奇妙奇天烈な『マトモな意図で制作していない』のも含むため、冒頭で山田が「頭のイタいのあるらしいです」と注意していた。
- 結局採用されたのは「オールスター100人ビンゴクイズ」だけ、それも週レギュラー化はならなかった。
- 審査方法は「必ず見る」「こっそり見る」「絶対見ない」の3段階で審査。

## 1.ワイドショー100大事件クイズ
- MC：そのまんま東、長野智子
- パネラー：梨元勝（テレビ朝日モーニングショー）、藤田恵子（テレビ朝日モーニングショー）、井上公造（テレビ朝日モーニングショー）、宅八郎（おたく評論家）

### 内容
- 華やかな芸能界、激動する社会。その奥に潜む数々のドラマを赤裸々に伝えてきたのが「ワイドショー」。「ワイドショー」の情報こそが、新たな一般常識。果して芸能通のプロフェッショナル達はどこまで知りつくしているのか?を追求する一大エンターテイメントです。
  - クイズ内容は「広島球場で忍者の格好をしてネットに登った人」の出演や井口孝仁のVTRクイズを出題した。
  - 解答者で出場していた宅が、「香ばしいキャラ」ぶりに、東から激しく煙たがられていた。特にこのコーナーのアシスタントの女性は災難であり、彼女に気を良くしたせいか、完璧に「危険人物」を見る目つきになって、激しく引きつった笑みを浮かべながら、ズンズン黒幕の方に逃亡した。

## 2.Powerful&Wondedrful　これぞ21世紀型クイズ
- MC：押坂忍、比嘉ひとみ
- パネラー：奈美悦子、山咲千里、黒田福美、長谷直美
- スタント：ラッキィ池田、川上泰生、見栄晴

### 内容
- 来るべき21世紀のクイズ番組はこれで決まり!お茶の間に愛と勇気をお届けする夢の大型バラエティーショー、美女揃いの解答陣も見事に華を添える、コンビネーション。最高の企画です。
- のちに「リアクション芸人」たる部類が誕生する、過激的な番組。山田が「馬鹿野郎」とコメントしていた。

## 3.オールスター100人ビンゴクイズ
- MC：山田、渡辺、愛川欽也、南美希子
- 当番組のみ、「別の日」に収録したと思われる。
- 出演者等の詳細については『オールスター100人ビンゴクイズ』を参照。

## 4.絶体絶命サバイバルクイズ
- MC：神田正輝、相原勇
- パネラー：加納典明、松本伊代、風見しんご、芳本美代子、ヒロミ
- VTR出演者：峰岸徹、三ツ木清隆、太平シロー、長江健次、パトリック・ケンプ（山田隊員）

### 内容
- 日常身の回りに起こりうる危険、災害に対し、どういう対処をすれば生き残れるかサバイバルをテーマにしたクイズ。「アウトドア編」「大都会編」の2部に渡って放送。
  - 実際に無人島にてロケーションしたり、「車ごと海に落ちた時どうやって車から脱出するのでしょうか?」の問題では「船の科学館」前にて車ごと水没するなど、かなりの制作費がかかっていた。
  - 1問も出来なかったヒロミは「僕は、こういう役回りだと思ってますから…」と落ち込んでいたものの優勝賞品の「非常用食料等の防災グッズを厳選してセットした非常持出袋」を加納が辞退したため獲得した。

## 5.ほがらかファミリークイズ
- MC：小倉智昭、西村知江子
- 解答者：原田大二郎ファミリー、岩井友見ファミリー、小野みゆきファミリー、ダンプ松本ファミリー

### 内容
- 週に一度のほがらかタイム。芸能人家族で競う。
- 4組のゲスト家族が10万点を目指す。
  - 各々3,000点が与えられる。
  - 解答者席には家族の代表1名が座る。1～10までのオッズを表示する。
  - 自分の家族が正解する保障がなければ他の家族に賭けても構わない。
  - 最終問題は倍付け(2～20)で表示される。
- TBS「クイズダービー」のオマージュだったが、小倉はルール説明のあと「エー、観て参りますと『ほとんどどっかの番組に似ているな～』と思いますが、そんなことはございません。」と一言告げた[1]。
- また「これなんか、出来るかなと感触はありましたね。」と渡辺は失笑していた。

## 6.クイズうちの子はどれだ
- MC：高田純次
- 解答者：ニューハーフの息子を持つ家族

### 内容
- この番組は、親子の感動的な御対面をクイズで更にショーアップ。心温まるドキュメンタリーに涙し、クイズも楽しめてまさに一石二鳥。親子愛をあらためて問う画期的なクイズ番組です。
- こちらは日本テレビ「それは秘密です!!・生き別れの家族の御対面コーナー」のオマージュ。
- 「司会のエド・サリヴァンです」等の発言など、高田の「適当司会」の連発であった。

## お蔵入り
- MC：太平サブロー、斉藤満喜子
  - 内容の方は「放送時間」と「大人の事情」により、割愛された。

## こんなものやってみましたコーナー
- MC：笑福亭笑瓶

### 内容
TVでは「実現不可能」な実験的クイズのため、MCの笑瓶が「また来週!!」と締めくくっている。
- イタコ早降りクイズ[2]
- 煙突クイズ[3]
- 底なし沼クイズ[4]
- 回転椅子　早押しクイズ[5]
- ペット自慢クイズ[6]
- 献血クイズ[7]
- 動物ウンコ当てクイズ[8]

## スタッフ
- 企画：斉藤寿孝・長尾忠彦
- 構成：ダンカン、田中直人、越智真人（おちまさと）/阿部一也、竹友ミカ、渡辺哲夫（ブロック収録）
- 技術：テイクシステムズ
- SW：本郷勝則
- CAM：高田信雄
- MIX：中村政夫
- AUD：山岸壮二
- VE：宮越直幸
- LD：小沢勝次
- 美術：テレビ朝日クリエイト
- デザイン：板垣昭次
- 美術：栗原康二
- 技術：八峯テレビ
- TP：飯沢孟
- SW：稗田勤
- CAM：篠原栄二
- AUD：小林清人
- VE：田中秀穂
- LD：梶光正
- クレーン：グリップハウス
- 美術：テルミック
- 美術製作：鳥海節夫
- 美術進行：吉永正秀
- 大道具：稲庭賢二
- 電飾：奥山明秀
- メイク：高橋和恵
- 編集・MA：RVP、チサンユニテック
- 音効：田中稔、金子喜久夫
- TK：高橋理奈子
- AP：関真樹子・飯野景子・真壁寿子・樋口ゆう子（USテレビ）
- ディレクター：金沢豊・福田志穂・山田恵里・野村宣弘（USテレビ）
- 協力：渋谷ビデオスタジオ、SUNPLAZA、日本コーリン、bigdog大多喜城
- 広報：池田慶介（テレビ朝日）
- 演出：山地孝英（IVSテレビ）
- ロケディレクター：山谷和隆・成田千明・掛水伸一（IVSテレビ）
- プロデューサー：松野暁・中山憲明（IVSテレビ）、財津敏郎・磯野泰子（太田プロダクション）
- チーフプロデューサー：岡田亮（テレビ朝日）、牛丸謙壱（IVSテレビ）
- 制作協力：太田プロダクション
- 制作：テレビ朝日・IVSテレビ制作